# هاري رووي شيلي
هاري رووي شيلي (بالإنجليزية: Harry Rowe Shelley)‏ هو عازف الأرغن وبروفيسور وملحن أمريكي، ولد في 8 يونيو 1858، وتوفي في 12 سبتمبر 1947.

## وصلات خارجية
- هاري رووي شيلي على موقع ميوزك برينز (الإنجليزية)
- هاري رووي شيلي على موقع قاعدة بيانات برودواي على الإنترنت (الإنجليزية)